# 레이지 2
《레이지 2》(Rage 2)는 아발란체 스튜디오가 이드 소프트웨어와 함께 개발하고 베데스다 소프트웍스가 배급한 1인칭 슈팅 비디오 게임이다. 이 게임은 2011년 게임 레이지의 후속작이다. 2019년 5월 14일 마이크로소프트 윈도우, 플레이스테이션 4, 엑스박스 원용으로 출시되었다. 비평가들로부터 엇갈린 평가를 받았는데, 전투 면에서는 좋은 평가를, 스토리, 캐릭터, 오픈 월드 게임플레이 면에서는 비판을 받았다.

## 게임플레이
레이지 2는 1인칭 슈팅 게임이다. 플레이어는 워커(Walker)라는 이름의 기습 공격대원을 통제하며 게임의 종말 오픈 월드를 자유롭게 탐험해 나간다. 플레이어는 성별, 스킬, 의상 등 워커의 특성 중 일부를 통제한다.

## 평가
출시 후 레이지 2는 리뷰 애그리게이터 메타크리틱에 따르면 엇갈린 평가를 받았다.

### 판매
레이지 2는 출시 주간에 데이즈 곤을 압도하며 영국에서 가장 많이 판매된 리테일 게임이었으나 물리적 판매 수치는 오리지널 게임 런칭 주간 판매량의 25%에 불과했다. 일본에서 플레이스테이션 4 버전 레이지 2 또한 출시 첫 주간 가장 많이 판매된 게임이었으며 12,146본이 판매되었다.

## 내용주
1. ↑  Additional development by 이드 소프트웨어[1]
2. ↑  Additional music by Jukka Rintamäki.[3]